# Roland R-5
La R-5 Human Rhythm Composer es una caja de ritmos introducida en 1989 por la empresa Roland, utilizando voces PCM. La R-5 posee pads de disparo sensitivos a la velocidad y a la presión y la habilidad de crear bucles de ritmos.Los pads son asignables y pueden ser definidos por el usuario con diferentes sonidos y diferentes niveles y semitonos para cada muestra.
La R-5 es la versión reducida del Roland R-8 la cual tuvo más sonidos y prestaciones que el R-5

## Sonidos
Presenta 68 voces internas tales como: Kick Electrónico,  Redoblante de Jazz, Rimshot , Redoblante Electrónico, Brush Roll Snare, Toms Electrónicos, Timbal, Bongo y Bajo Slap.

## Usuarios notables
- Autechre[4]
- Orbital
- Underworld
- 808 State
- Human League